# Nathaniel Méchaly
Nathaniel Méchaly est un compositeur et musicien français, né le 12 décembre 1972.

## Biographie
Nathaniel Méchaly est né en 1972. Il fréquente les Conservatoires nationaux de Marseille, Paris et Boulogne où il étudie le violoncelle, la musique de chambre et la composition électroacoustique et obtient plusieurs prix.
Dès 1996, il signe la musique de nombreux indicatifs musicaux pour la télévision (Tfou TV, Ciné Cinéma, Paris Première…).
En 2004, il débute au cinéma en composant la musique du film Avanim de Raphaël Nadjari. Il collaborera ensuite avec de nombreux réalisateurs tels que Wong Kar-wai, Guy Ritchie, Richard Berry, Jean Becker, Roschdy Zem, Élie Chouraqui ou encore Luc Besson (Revolver, La Boîte noire, Taken, Colombiana…).

## Filmographie

### Longs métrages
- 2004 : Avanim de Raphaël Nadjari
- 2004 : Ha-Ushpizin (en) de Giddi Dar
- 2005 : Revolver de Guy Ritchie
- 2005 : La Boîte noire de Richard Berry
- 2007 : Tehilim (תהיליםde) de Raphaël Nadjari
- 2007 : Si j'étais toi de Vincent Perez
- 2007 : Sans moi d'Olivier Panchot
- 2007 : Le Dernier Gang d'Ariel Zeitoun
- 2007 : La Chambre des morts d'Alfred Lot
- 2008 : Taken de Pierre Morel
- 2008 : Dorothy d'Agnès Merlet
- 2009 : Celle que j'aime d'Élie Chouraqui
- 2009 : Tu n'aimeras point (עיניים פקוחות) de Haim Tabakman
- 2009 : Loin d'Eden (Kirot) de Danny Lerner
- 2010 : Une petite zone de turbulences d'Alfred Lot
- 2010 : Le Mac de Pascal Bourdiaux
- 2010 : Joseph et la Fille de Xavier de Choudens
- 2011 : Légitime Défense de Pierre Lacan
- 2011 : Colombiana d'Olivier Megaton
- 2012 : Les Papas du dimanche de Louis Becker
- 2012 : Taken 2 d'Olivier Megaton
- 2012 : Le noir (te) vous va si bien de Jacques Bral
- 2013 : The Grandmaster de Wong Kar Wai
- 2013 : Angelique d'Ariel Zeitoun
- 2014 : Bon Rétablissement ! de Jean Becker
- 2014 : La Vie pure de Jeremy Banster
- 2015 : Taken 3 d'Olivier Megaton
- 2016 : Oppression (Shut In) de Farren Blackburn (en)
- 2016 : See You Tomorrow de Zhang Jiajia
- 2017 : Stratton de Simon West
- 2018 : O.G de Madeleine Sackler
- 2018 : Swoon de Måns Mårlind Bjorn Stein
- 2018 : Persona non grata de Roschdy Zem

### Courts métrages
- 2001 : Tempus fugit d'Yves Piat
- 2003 : Après d'Angelo Cianci
- 2012 : The City of Fear de Callum Rees

### Téléfilms
- 2005 : Frappes interdites de Bernard Malaterre
- 2006 : Lettres de la mer rouge d'Emmanuel Caussé et Éric Martin
- 2008 : Ce que dit Rashi (What Rashi Says) (documentaire) de Joachim Cohen et David Nadjari
- 2007 : Déjà vu de François Vautier
- 2009 : La Tueuse de Rodolphe Tissot
- 2011 : Une nouvelle vie de Christophe Lamotte
- 2013 : Le Métis de Dieu d'Ilan Duran Cohen
- 2018 : Le Temps des égarés de Virginie Sauveur

### Séries télévisées
- 2012-2014 : Le Transporteur (Transporter: The Series) (24 épisodes)
- 2014 : Taxi : Brooklyn (12 épisodes)
- 2016 : Emma (2 épisodes)
- 2016 : Jour polaire (8 épisodes)
- 2017 : Kaboul Kitchen (12 épisodes/Saison 3)
- 2018 : 13 novembre : Fluctuat Nec Mergitur (mini-série)
- 2021 : La Promesse (mini-série)

## Musiques d'habillages

### Télévision
- TFOU TV sur TF1
- TF1 jeunesse ( 2000 - 2008) habillage antenne
- Ciné Cinéma (2000 - 2008) habillage antenne des 6 chaines Ciné cinema
- Paris Première (2000-2003, 2003-2006)
- France 24 habillage antenne
- Initiés-tv habillage antenne
- Thema sur Arte
- Radio France
- Planète+ Justice Habillage antenne
- Dimanche + sur Canal+
- Secrets d'actualité sur M6
- Soir 3 sur France 3
- Carnet de route de Peter Lindbergh sur France 3

### Cinéma
- La Petite Reine (musique du logo animé pour les génériques)

### Publicités
- Lion (Wandra Prod)
- Toyota Yaris (Lowe Lintas)
- Toyota RAV4 (Lowe Lintas)
- Volkswagen Polo III (Première heure)
- Rossignol de Philippe Paulvillard (Première heure)

## Distinction
- Festival des créations télévisuelles de Luchon 2018 : Prix de la meilleure musique originale pour Le Temps des égarés

### Entretiens
- Philippe Banel, « Interview de Nathaniel Méchaly, compositeur », sur tutti-magazine.fr, 16 avril 2019.
- Yaël Hirch, « Nathaniel Méchaly : « Ce que j’aime, c’est raconter des histoires avec la musique » », sur toutelaculture.com, 5 mai 2019.